# Egleria
Egleria G.Eiten   é um género botânico pertencente à família Cyperaceae.
O gênero é composto por uma única espécie:

## Espécie
- Egleria fluctuans